# 이마바리시
이마바리시(일본어: 今治市)는 일본 에히메현 북동부에 있는 시이며 조선과 타월 생산, 닭꼬치 등으로 알려져 있다. 인구는 마쓰야마시의 뒤를 이어 에히메현에서 2위이고 시코쿠에서는 각 현청 소재지에 뒤이은 5위이다. 니시세토 자동차도에 의해 히로시마현 오노미치시와 다리로 연결되어 있다.
예로부터 세토 내해 해상 교통의 요지였고 헤이안 시대 이전에는 이요국 국부가 놓였으며 에도 시대에는 이마바리성의 성시로 발전했다.

## 지리
세토 내해 연안에 위치하고 에히메현 북부의 다카나와 반도 북동부를 차지하는 육지부와 세토 내해 특유의 다도해 경관을 자랑하는 도서부를 포함한 다양한 경관이 있다.

## 역사
- 1871년 7월 14일 - 폐번치현으로 이마바리번이 폐지되고 이마바리현이 설치되었다.
- 1871년 11월 - 마쓰야마현, 사이조현, 고마쓰현과 합병해 마쓰야마현(이후 이시즈치현으로 개칭)이 탄생하였다.
- 1872년 - 이시즈치현의 현청 소재지가 이마바리에 설치되었다. 이후 가미야마현과 합병해 에히메현이 탄생하였고 현청도 마쓰야마로 옮겨졌다.
- 1889년 12월 15일 - 시정촌제 시행으로 오치군 이마바리정이 탄생하였다.
- 1920년 2월 11일 - 이마지정과 히요시촌이 합병하면서 시로 승격해 이마바리시가 되었다.
- 1933년 2월 11일 - 지카미촌을 편입했다.
- 1940년 1월 1일 - 다치바나촌을 편입했다.
- 1955년 2월 1일 - 사쿠라이정, 하시하마정, 시미즈촌, 도미타촌, 노마촌, 히다카촌을 편입했다.
- 1955년 8월 1일 - 경계 변경으로 요시우미정에서 우마시마섬을 편입했다.
- 2005년 1월 16일 - 이마바리시 및 오치군 11개 정촌(아사쿠라촌, 다마가와정, 나미카타정, 오니시정, 기쿠마정, 요시우미정, 미야쿠보정, 하카타정, 가미우라정, 오미시마정, 세키젠촌)이 신설 합병해 새로운 이마바리시가 되었다.

## 경제

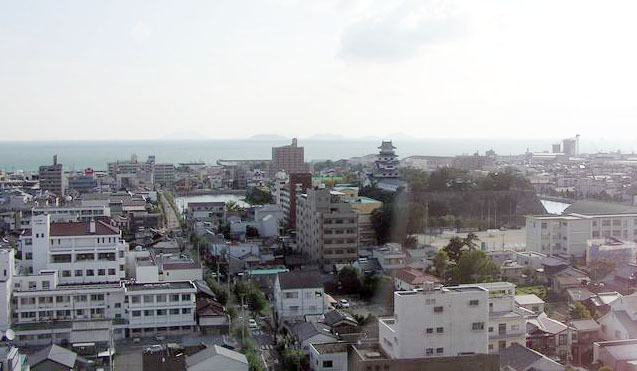
이마바리시의 전경

이마바리에는 도시의 북쪽과 동쪽 해안을 따라 많은 해운 시설들이 있는데 이 시설들은 컨테이너항과 조선소를 포함한다. 또한 항구는 오랫동안 시코쿠의 교역 중심지였다. 도시에는 대형 면화 가공 공장이 있고 특히 타월 생산이 활발하다. 이마바리는 일본 전체 타월 생산량의 60%를 차지하며 200개가 넘는 타월 공장이 있고 염색 산업도 발달해 있다.

## 교통

### 철도
- 시코쿠 여객철도 요산선

### 도로
- 니시세토 자동차도
- 국도 196호선
- 국도 317호선

## 인구
| 연도 | 인구    | ±%     |
| ---- | ------- | ------ |
| 1920 | 143,218 | —      |
| 1930 | 155,568 | +8.6%  |
| 1940 | 156,810 | +0.8%  |
| 1950 | 198,109 | +26.3% |
| 1960 | 193,816 | −2.2%  |
| 1970 | 189,918 | −2.0%  |
| 1980 | 197,818 | +4.2%  |
| 1990 | 191,504 | −3.2%  |
| 2000 | 180,627 | −5.7%  |
| 2010 | 166,532 | −7.8%  |

## 기후
| 이마바리시의 기후                                            | 이마바리시의 기후 | 이마바리시의 기후 | 이마바리시의 기후 | 이마바리시의 기후 | 이마바리시의 기후 | 이마바리시의 기후 | 이마바리시의 기후 | 이마바리시의 기후 | 이마바리시의 기후 | 이마바리시의 기후 | 이마바리시의 기후 | 이마바리시의 기후 | 이마바리시의 기후 |
| 월                                                           | 1월               | 2월               | 3월               | 4월               | 5월               | 6월               | 7월               | 8월               | 9월               | 10월              | 11월              | 12월              | 연간              |
| ------------------------------------------------------------ | ----------------- | ----------------- | ----------------- | ----------------- | ----------------- | ----------------- | ----------------- | ----------------- | ----------------- | ----------------- | ----------------- | ----------------- | ----------------- |
| 역대 최고 기온 °C (°F)                                       | 18.0 (64.4)       | 21.7 (71.1)       | 28.1 (82.6)       | 30.0 (86.0)       | 33.6 (92.5)       | 35.4 (95.7)       | 37.7 (99.9)       | 37.7 (99.9)       | 36.3 (97.3)       | 33.1 (91.6)       | 24.7 (76.5)       | 20.8 (69.4)       | 37.7 (99.9)       |
| 일평균 최고 기온 °C (°F)                                     | 9.8 (49.6)        | 10.3 (50.5)       | 13.6 (56.5)       | 18.8 (65.8)       | 23.6 (74.5)       | 26.4 (79.5)       | 30.7 (87.3)       | 32.2 (90.0)       | 28.2 (82.8)       | 22.9 (73.2)       | 17.3 (63.1)       | 12.2 (54.0)       | 20.5 (68.9)       |
| 일일 평균 기온 °C (°F)                                       | 5.9 (42.6)        | 6.1 (43.0)        | 9.0 (48.2)        | 13.7 (56.7)       | 18.4 (65.1)       | 22.0 (71.6)       | 26.2 (79.2)       | 27.4 (81.3)       | 24.0 (75.2)       | 18.6 (65.5)       | 13.0 (55.4)       | 8.1 (46.6)        | 16.0 (60.9)       |
| 일평균 최저 기온 °C (°F)                                     | 1.8 (35.2)        | 1.7 (35.1)        | 4.3 (39.7)        | 8.8 (47.8)        | 13.7 (56.7)       | 18.4 (65.1)       | 22.7 (72.9)       | 23.9 (75.0)       | 20.4 (68.7)       | 14.6 (58.3)       | 8.9 (48.0)        | 4.1 (39.4)        | 11.9 (53.5)       |
| 역대 최저 기온 °C (°F)                                       | −3.8 (25.2)       | −6.5 (20.3)       | −3.7 (25.3)       | −0.7 (30.7)       | 5.2 (41.4)        | 10.9 (51.6)       | 16.0 (60.8)       | 17.7 (63.9)       | 12.8 (55.0)       | 4.7 (40.5)        | 0.5 (32.9)        | −3.2 (26.2)       | −6.5 (20.3)       |
| 평균 강수량 mm (인치)                                        | 49.6 (1.95)       | 59.8 (2.35)       | 96.6 (3.80)       | 97.0 (3.82)       | 111.8 (4.40)      | 196.2 (7.72)      | 191.8 (7.55)      | 93.8 (3.69)       | 165.2 (6.50)      | 122.2 (4.81)      | 69.6 (2.74)       | 59.4 (2.34)       | 1,325.5 (52.19)   |
| 평균 강수일수 (≥ 1.0 mm)                                     | 6.7               | 7.2               | 9.7               | 9.3               | 8.6               | 11.0              | 9.3               | 6.7               | 9.5               | 7.5               | 7.1               | 7.2               | 99.8              |
| 평균 월간 일조시간                                           | 139.6             | 146.0             | 184.7             | 198.8             | 215.0             | 163.4             | 202.4             | 229.7             | 161.6             | 165.3             | 136.8             | 129.7             | 2,072.9           |
| 출처: 일본 기상청 (평년값: 1991년~2020년, 극값: 1976년~현재) |                   |                   |                   |                   |                   |                   |                   |                   |                   |                   |                   |                   |                   |